# Nia Franklin
Nia Imani Franklin (Winston-Salem, 27 luglio 1993) è una modella statunitense.
Nata a Winston-Salem, nella Carolina del Nord, Franklin si è trasferita a New York nel 2017.
Nel giugno 2018, fu incoronata Miss New York 2018. Il 9 settembre 2018, fu incoronata Miss America 2019 ad Atlantic City, nel New Jersey.